# Боби Перс
Боби Перс (на норвежки: Bobbie Peers) е норвежки режисьор, сценарист и писател на произведения в жанра фентъзи и детска литература.

## Биография и творчество
Боби Перс е роден на 13 юли 1974 г. в Норвегия.
През 1999 г. завършва с бакалавърска степен Лондонското международно филмово училище. След дипломирането си работи като копирайтър, режисьор и сценарист. Първият му късометражен филм, „Sniffer“ получава награда „Златна палма“ за най-добър късометражен филм на филмовия фестивал в Кан през 2006 г. През 2014 г. прави дебют с игралния филм „Dirk Ohm – Illusjonisten som forsvant“ (Илюзионистът Дирк Ом) с участието на Аугуст Дил.
Първият му роман „Уилям Уентън и крадецът на луридий“ от фентъзи поредицата „Уилям Уентън“ е издаден през 2015 г. 12-годишният Уилям Уентън е свръхталантлив кодоразбивач, но след изчезването на дядо му, докато живеят в Лондон, семейството се мести и живее незабележимо в тих норвежки град. Но в музея на града пристига специален експонат – Мозъкотрошачката, главоблъсканица разработена от светилата в световната криптология. Когато Уилям получава шанс да опита да я разшифрова, това е съдбоносно за него и семейството му. Книгата става бестселър, удостоена е с различни награди за детска литература и е преведена на различни езици по света.

## Произведения

### Серия „Уилям Уентън“ (William Wenton)
1. Luridiumstyven (2015)
Уилям Уентън и крадецът на луридий, изд. „Емас“ (2019), прев. Ева Кънева
2. Kryptalportalen (2016)
Уилям Уентън и шифрованият портал, изд. „Емас“ (2019), прев. Ева Кънева
3. Orbulatoragenten (2017)
Уилям Уентън и агентът с орбулатора, изд. „Емас“ (2019), прев. Ева Кънева
4. Apokalypsegeneratoren (2018)
Уилям Уентън и Генераторът на апокалипсис, изд. „Емас“ (2020), прев. Ева Кънева
5. Pyramideparadokset (2019)
Уилям Уентън и Хаос-стоперът, изд. „Емас“ (2021), прев. Ева Кънева
6. Sentrifugalkatastrofen (2020)

## Филмография
- Sniffer (2006)
- Spandexmann (2007) – късометражен
- 5 grøss fra Vestlandet (2007)
- Down Under (2007)
- Krokettmatchen (2008) – късометражен
- Folk som faller (2013) – късометражен
- Grønnsakshagen (2014)
- Illusjonisten Dirk Ohm (2015)
- To Plant a Flag (2018)